# Indicador social
Un indicador social es una medida cuantitativa utilizada para evaluar, comparar y seguir el desarrollo de diversos aspectos del bienestar de una sociedad. Estos indicadores proporcionan información sobre las condiciones de vida de la población, la calidad de los servicios públicos, el acceso a recursos y derechos, entre otros factores que afectan la vida cotidiana de las personas.

## Definición
Un indicador social es una medida de resumen, de preferencia estadística, referente a la cantidad o magnitud de un conjunto de parámetros o atributos de una sociedad. Permite ubicar o clasificar las unidades de análisis (personas, naciones, sociedades, bienes, etc.) con respecto al concepto o conjunto de variables que se están analizando.
Existen indicadores simples e indicadores complejos. Por ejemplo, la tasa de analfabetismo y el acceso al agua potable son indicadores sociales simples, ya que se refieren a atributos cuya presencia o nivel calidad se puede constatar de forma simple y empírica. Diferente es el caso de indicadores como clase social o prestigio, que requieren un marco conceptual más complejo, al ser ambos una construcción teórica y no tener una equivalencia empírica concreta. En la composición de indicadores se deben tener conceptos claros y precisos, que no requieran un gran desarrollo matemático o estadístico.

## Los indicadores en los proyectos sociales
Los indicadores sociales empleados en proyectos sociales basados en marco lógico son medidas específicas, explícitas y objetivamente verificables que buscan dar cuenta de los cambios producidos por el proyecto, en otras palabras, permiten especificar la forma en que se verificará el grado de cumplimiento de objetivos y resultados.
Los indicadores empleados en proyectos sociales, especialmente si se emplea el marco lógico, usualmente son cuantitativos, sin embargo es posible emplear indicadores cualitativos para obtener un acercamiento a los logros del proyecto
Estos indicadores suelen organizarse de tres tipos: impacto, efecto y cumplimiento.
- Indicadores de impacto: Miden los cambios que se esperan lograr al final del proyecto, e incluso más allá de su finalización, y que son definidos en su Propósito u Objetivo general.

- Indicadores de efecto: Miden los cambios que se producirán durante la ejecución del proyecto. Se asocian con sus Resultados u Objetivos específicos.

- Indicadores de cumplimiento: Miden la ejecución de las metas planteadas en las actividades del proyecto. También se puede cuantificar el cumplimiento del tiempo y presupuesto programados.

Los indicadores de impacto y efecto corresponden al nivel de evaluación, en tanto los de cumplimiento corresponden al de monitoreo.

## Los indicadores en investigación social
La secuencia o la vida de un indicador comienza seleccionando uno o varios que representen lo que se quiere investigar. Por ejemplo, los indicadores esperanza de vida al nacer, analfabetismo y nivel de vida (Producto Interior Bruto) permiten estimar el Desarrollo Humano.
El proceso para definir un indicador es el siguiente:
- Seleccionando un tópico.
- Definiendo el problema.
- Revisando la literatura.
- Formulando una hipótesis.
- Seleccionando un método de investigación.
- Seleccionando un programa estadístico.
- Seleccionando los indicadores e índices.
- Recopilando datos secundarios (censales)
- Analizando los resultados.
- Presentando los resultados.

## Requisitos de un buen indicador social
Los indicadores deben cumplir algunos criterios para garantizar su validez. Algunos de ellos son los siguientes:
- Precisión:Los indicadores deben estar definidos sin dar lugar a ambigüedad, de modo que pueden ser medidos e interpretados por cualquiera.
- Consistencia:Los indicadores deben guardar una relación directa con el tema o temas abordados por el proyecto o estudio para el cual se está recolectado información y no para otro fin.
- Especificidad:Los indicadores deben estar definidos en una forma que refleje claramente los aspectos específicos que se hayan considerado como tema de estudio o investigación.
- Sensibilidad:Los indicadores deben ser capaces de registrar cambios en el estado del objeto de estudio sin importar su intensidad.
- Facilidad de recolección:Los indicadores deben ser técnicamente factibles de ser recolectados mediante un proceso relativamente barato y cómodo para un investigador con la experiencia debida.